# 28世纪
| 千纪： | 2千纪 \| 3千纪 \| 4千纪                                                                                              |
| 世纪： | 25世纪 \| 26世纪 \| 27世纪 \| 28世纪 \| 29世纪 \| 30世纪 \| 31世纪                                                   |
| 年代： | 2700年代 \| 2710年代 \| 2720年代 \| 2730年代 \| 2740年代 \| 2750年代 \| 2760年代 \| 2770年代 \| 2780年代 \| 2790年代 |

2701年1月1日至2800年12月31日的這一段期間被稱為28世紀。

## 天文現象
- 2733年6月15日：金星凌日。
- 2741年6月13日：金星凌日。
- 2742年：火星-木星三連星。
- 2744年：火星-木星三連星。
- 2761年：火星-土星三連星。
- 2781年12月3日：在06:45UTC金星會掩過海王星。
- 2791年：火星-木星三連星。
- 2794年－2795年間：木星-土星三連星。

## 科幻作品中的28世紀
- 電腦遊戲Terminal Velocity（英语：Terminal Velocity (computer game)）的年份設定為2704年。
- 華納兄弟動畫影集樂一通超能特攻隊（Loonatics）的年份設定為2772年。
- 電腦遊戲Marathon（英语：Marathon (computer game)）的年份設定為2794年。